# Aloe cymbaefolia
Aloe cymbaefolia é uma espécie de liliopsida do gênero Aloe, pertencente à família Asphodelaceae.